# Ludwig Forrer
Pour les articles homonymes, voir Forrer.
Ludwig Forrer, né le 9 février 1845 à Winterthour (originaire du même lieu et de Bäretswil) et mort le 28 septembre 1921 à Berne, est une personnalité politique suisse, membre du Parti radical-démocratique (PRD). Il est conseiller fédéral de 1903 à 1917, à la tête de six départements différents, et président de la Confédération en 1906 et 1912.

## Parcours politique
Il est élu au Conseil fédéral le 11 décembre 1902, devenant le 37e conseiller fédéral de l'histoire[réf. nécessaire]. Réélu à quatre reprises (14 décembre 1905, 17 décembre 1908, 14 décembre 1911 et 17 décembre 1914), il dirige d'abord le Département du commerce, de l'industrie et de l'agriculture en 1903, puis le Département de l'intérieur jusqu'en 1905. Il est à la tête du Département politique en 1906 et 1912, du Département militaire en 1907 et du Département de justice et police pendant six mois en 1908. Il est le chef du Département des postes et des chemins de fer du deuxième semestre de 1908 à 1911 et de 1913 à 1917.
Il est élu président de la Confédération le 14 décembre 1905 pour l'année 1906 et le 14 décembre 1911 pour l'année 1912.